# Élections législatives tunisiennes de 1989
Les élections législatives tunisiennes de 1989, les huitièmes à se tenir en Tunisie, sont organisées le 2 avril 1989, à la suite de la dissolution anticipée de la Chambre des députés le 2 mars de la même année. Le scrutin était alors prévu pour se tenir en 1991. Conformément à l'article 57 de la Constitution tunisienne de 1959, qui stipule que le Premier ministre succède au président de la République jusqu'au terme de la législature, les élections ont lieu en même temps que l'élection présidentielle. Le Rassemblement constitutionnel démocratique (RCD) obtient la totalité des sièges.

## Résultat
Les 141 sièges du parlement vont au RCD, les listes indépendantes, arborant la couleur violette et soutenues par les islamistes, récoltent 13 % des voix et le Mouvement des démocrates socialistes seulement 3,7 % des voix.
| Partis                                           | Suffrages exprimés | Pourcentages | Nombre de sièges |
| ------------------------------------------------ | ------------------ | ------------ | ---------------- |
| Rassemblement constitutionnel démocratique (RCD) | 1 633 004          | 80,6 %       | 141              |
| Mouvement des démocrates socialistes (MDS)       | 76 250             | 3,8 %        | 0                |
| Parti de l'unité populaire (PUP)                 | 13 596             | 0,7 %        | 0                |
| Union démocratique unioniste (UDU)               | 7 912              | 0,4 %        | 0                |
| Coalition gauchiste                              | 7 619              | 0,3 %        | 0                |
| Parti socialiste progressiste                    | 5 720              | 0,4 %        | 0                |
| Parti social pour le progrès (PSP)               | 5 270              | 0,3 %        | 0                |
| Rassemblement socialiste progressiste (RSP)      | 5 720              | 0,4 %        | 0                |
| Indépendants                                     | 277 155            | 13,7 %       | 0                |
| Total des votants                                | 2 073 719          | 2 073 719    | 2 073 719        |
| Total de l'électorat                             | 2 711 925          | 2 711 925    | 2 711 925        |
| Taux de participation                            | 76,5 %             | 76,5 %       | 76,5 %           |
| Sources : Nohlen et al.                          |                    |              |                  |

## Contestation des résultats
Bien que les élections législatives sont considérées comme les élections les plus démocratiques organisées sous la présidence de Zine el-Abidine Ben Ali (1987-2011), ses résultats sont fortement contestés aussi bien par l'opposition légale que par les islamistes. Le parti Ennahdha, qui n'a pas obtenu sa légalisation, a obtenu selon différentes estimations entre 20 et 30 % des voix, entre 60 et 80 % selon le parti lui-même.